# Betula jinpingensis
Betula jinpingensis là một loài thực vật có hoa trong họ Betulaceae. Loài này được P.C. Li mô tả khoa học đầu tiên năm 1979.